# العلاقات الغيانية الميكرونيسية
العلاقات الغيانية الميكرونيسية هي العلاقات الثنائية التي تجمع بين غيانا وولايات ميكرونيسيا المتحدة.

## مقارنة بين البلدين
هذه مقارنة عامة ومرجعية للدولتين:
| وجه المقارنة                                              | غيانا        | ولايات ميكرونيسيا المتحدة |
| --------------------------------------------------------- | ------------ | ------------------------- |
| المساحة (كم2)                                             | 214.97 ألف   | 702                       |
| عدد السكان (نسمة)                                         | 777.86 ألف   | 105.54 ألف                |
| الكثافة السكانية (ن./كم²)                                 | 3.62         | 15.03 ألف                 |
| العاصمة                                                   | جورج تاون    | باليكير                   |
| اللغة الرسمية                                             | لغة إنجليزية | لغة إنجليزية              |
| العملة                                                    | دولار غياني  | دولار أمريكي              |
| الناتج المحلي الإجمالي (بليون دولار)                      | 3.68 مليار   | 336.43 مليون              |
| الناتج المحلي الإجمالي (تعادل القوة الشرائية) بليون دولار | 5.77 مليار   | 365.27 مليون              |
| الناتج المحلي الإجمالي الاسمي للفرد دولار أمريكي          | 4.13 ألف     | 3.02 ألف                  |
| الناتج المحلي الإجمالي للفرد دولار أمريكي                 |              |                           |
| مؤشر التنمية البشرية                                      |              | 0.640                     |
| رمز المكالمات الدولي                                      | +592         | +691                      |
| رمز الإنترنت                                              | .gy          | .fm                       |
| المنطقة الزمنية                                           | 00           |                           |

## منظمات دولية مشتركة
يشترك البلدان في عضوية مجموعة من المنظمات الدولية، منها:
| علم المنظمة | اسم المنظمة                                 | تاريخ انضمام غيانا | تاريخ انضمام ولايات ميكرونيسيا المتحدة |
| ----------- | ------------------------------------------- | ------------------ | -------------------------------------- |
|             | مؤسسة التنمية الدولية                       | 4 يناير 1967       | 24 يونيو 1993                          |
|             | يونسكو                                      | 21 مارس 1967       | 19 أكتوبر 1999                         |
|             | وكالة ضمان الاستثمار متعدد الأطراف          | 18 يناير 1989      | 11 أغسطس 1993                          |
|             | الأمم المتحدة                               | 20 سبتمبر 1966     | 17 سبتمبر 1991                         |
|             | مجموعة دول أفريقيا والكاريبي والمحيط الهادئ | ?                  | ?                                      |
|             | البنك الدولي للإنشاء والتعمير               | 26 سبتمبر 1966     | 24 يونيو 1993                          |
|             | الاتحاد الدولي للاتصالات                    | 8 مارس 1967        | 18 مارس 1993                           |
|             | منظمة حظر الأسلحة الكيميائية                | ?                  | ?                                      |
|             | مؤسسة التمويل الدولية                       | 4 يناير 1967       | 24 يونيو 1993                          |
|             | المركز الدولي لتسوية المنازعات الاستشارية   | 10 أغسطس 1969      | 24 يوليو 1993                          |
|             | تحالف الدول الجزرية الصغيرة                 | ?                  | ?                                      |

## وصلات خارجية
- موقع وزارة الخارجية الغيانية